# Kratoysma longifacies
Kratoysma longifacies är en stekelart som beskrevs av Christer Hansson 1985. Kratoysma longifacies ingår i släktet Kratoysma och familjen finglanssteklar.
Artens utbredningsområde är Nepal. Inga underarter finns listade i Catalogue of Life.